# New Historicism
Il New Historicism (Nuovo Storicismo) è un indirizzo della teoria della letteratura, fondato alla luce della Teoria critica, sviluppatosi negli anni '80, principalmente grazie al lavoro del critico Stephen Greenblatt, che ha guadagnato grande influenza nel corso degli anni Novanta.
I 'nuovi storicisti' mirano contemporaneamente a comprendere l'opera attraverso lo studio del suo contesto storico e a capire la storia culturale e intellettuale attraverso lo studio letterario della letteratura, che in qualche modo documenta il nuovo approccio alla storia delle idee. Michel Foucault ha basato il suo approccio sia sulla consapevolezza dei limiti di una conoscenza culturale collettiva che sulla tecnica di esaminare una vasta gamma di documenti per capire l'episteme di un particolare periodo storico. Il nuovo storicismo si afferma come un tentativo di maggior neutralità in rapporto agli eventi storici, e di maggior sensibilità verso la diversità culturale.
H. Aram Veeser, introducendo un'antologia di saggi, The New Historicism (1989), ha evidenziato alcune ipotesi-chiave che appaiono regolarmente nel discorso del nuovo storicismo:
- ogni atto espressivo è incorporato in una rete di pratiche materiali;
- ogni atto di smascheramento, critica e opposizione usa, in ultima analisi, gli strumenti che condanna e rischia di cadere preda alla pratica che espone;
- testi letterari e testi non-letterari circolano inseparabilmente;
- nessun discorso, di fantasia o documentario, dà accesso a verità immutabili, né è in grado di esprimere una pretesa natura umana inalterabile;
- il metodo critico e il linguaggio utilizzato per descrivere la cultura capitalistica sono inevitabilmente partecipi dell'economia che descrivono.[1]

## Gli studi
I testi "sub-letterari", ma banalmente tutti i testi non letterari, vengono letti come documenti di un discorso storico affiancandosi così alle "grandi opere della letteratura". Un nodo critico tipico dei nuovi storicisti, guidati da Stephen Orgel, è stato il tentativo di studiare Shakespeare non già e non solo come un grande autore autonomo e isolato, ma grande in senso moderno, come un indizio e congiunzione per lo studio del mondo e del teatro rinascimentale, le innumerevoli e in gran parte anonime collaborazioni che contaminavano la scena e la contestualizzazione nella complessa politica sociale del tempo. In questo senso, le opere di Shakespeare diventano inseparabili dal loro contesto.
Influenze storiche importanti dietro l'eruzione del nuovo storicismo si possono ritrovare nei lavori di Fernand Braudel e della Scuola delle Annales.
In questo spostamento di attenzione, un confronto può essere fatto con le discussioni sulle migliori opere d'arte decorativa. A differenza delle belle arti - storicamente analizzate in termini puramente formali - e analogamente a quanto accaduto nel New Criticism, sotto l'influenza di Bernard Berenson e Ernst Gombrich, si tratteggiò la discussione sul design sviluppatasi a partire dal 1970 e impostata sulla considerazione dei contesti sociali e intellettuali, tenendo conto delle fluttuazioni nel commercio di lusso, la disponibilità di prototipi di design artigianale e locale, gli orizzonti culturali dell'artigiano/artista, e le considerazioni economiche; in breve "i limiti del possibile", citando Braudel. Un eccezionale e pionieristico esempio di questo genere di studi è la monografia Seventeenth-Century Interior Decoration in England, France and Holland (1978), a cura di Peter Thornton.

## Precedenti storici
Nel suo Storicismo e nelle sue interpretazioni politiche, il Nuovo storicismo è in debito con il Marxismo, ma mentre il marxismo (almeno nelle sue forme più crude) tende a vedere la letteratura come parte di una 'sovrastruttura' economica in cui la 'base' (cioè rapporti materiali di produzione) si manifesta, i nuovi storicisti tendono ad avere una visione più sfumata del potere, vedendolo non esclusivamente correlato alla dimensione di classe ma estendendo l'analisi a tutta la società. Questo punto di vista deriva principalmente da Michel Foucault e dal suo lavoro sulla teoria critica.
Nella sua tendenza a vedere la società come composta da testi relativi ad altri testi, senza un valore letterario pre-fissato; nella sua visione al di sopra e al di là del modo, nel suo collocare l'analisi in società specifiche e conseguentemente leggerli in situazioni specifiche, il Nuovo Storicismo deve qualcosa anche al Postmodernismo. Tuttavia i nuovi storicisti tendono a mostrare meno scetticismo rispetto ai postmodernisti e ad accordare più disponibilità ad effettuare la 'tradizionale' attività di critica letteraria: per esempio spiegare il testo nel suo contesto, e chiedersi quanto il testo imponga le pratiche culturali dalle quali dipende infine la sua produzione e la sua diffusione.
Il nuovo storicismo ha qualcosa in comune anche con la critica storica di Hippolyte Taine, il quale sosteneva che l'opera letteraria non è tanto il prodotto della fantasia del suo autore quanto lo specchio della situazione sociale al momento della sua creazione; i tre aspetti principali che Taine chiama razza, ambiente, e momento e altresì una risposta a precedente storicismo, praticato da critici dei primi anni del XX secolo come John Livingston Lowes, che ha cercato di demitizzare il processo creativo attraverso un nuovo esame della vita e dei tempi degli scrittori canonici. Ma il Nuovo Storicismo differisce da entrambe queste tendenze nella sua enfasi sulla ideologia: la disposizione politica, sconosciuta ad un autore stesso, che governa il suo lavoro.